# Дорман, Яков Абрамович
Дорман, Яков Абрамович (1908, Коканд — 1980, Москва) — советский учёный-горняк, специалист в области проектирования и проходки горных выработок с системой замораживания грунтов. Доктор технических наук, профессор, лауреат Сталинской премии 2-й степени (1946).

## Биография
Родился в 1908 году в Коканде. В 1922 году семья переехала из Коканда в Ташкент, где, после окончания школы, поступил в 1926 году в Среднеазиатский государственный университет на геологическое отделение физического факультета. В связи с бурным развитием промышленности и практически полным отсутствием своих кадров в республике в 1927 году в САГУ было организовано горное отделение под руководством профессора М.М. Протодьяконова, специалиста с мировым именем, одного из инициаторов создания университета в Ташкенте. Первые студенты этой группы должны были завершить образование и получить дипломы горных инженеров в 1931 году. Но неожиданная  кончина М.М. Протодьяконова в марте 1930 года резко изменила эти планы. Было принято решение о командировании всей группы горняков в полном составе в Московскую горную академию им. Сталина для завершения учебы. В 1931 году все студенты этой группы уже в Московском горном институте (сейчас – Горный институт НИТУ «МИСиС»), одном из шести вузов, на которые была разделена МГА, получили дипломы горных инженеров. По окончании обучения Я.А. Дорман был направлен на работу в Метрострой.
В Метрострое начал трудовую деятельность на строительстве первой очереди Московского метрополитена. Курировал работы по замораживаю грунта при строительстве станции «Кировской» (ныне «Чистые пруды») под руководством Н. Г. Трупак. Предложил несколько остроумных решений, которых были внедрены в производство. Как отмечалось в книге 1935 года «Как мы строили метро», 
Настал момент, когда с величайшим успехом проявил свои способности выходец из того самого «детского дома», из той группы молодых специалистов, о которой рассказано выше. То был инженер Дорман. Он предложил использовать силу тяжести тюбингов. Как в случае с плывунами, которые посредством замораживания были превращены из наших врагов в друзей, мы трудное для нас свойство тюбингов делали полезным. Опущенный в наклонный ход тюбинг помещался на платформу, движущуюся силой тяжести к забою. Там в месте укладки устанавливалась металлическая рама, изогнутая соответственно контуру кольца. Тюбинг при помощи домкратов перегружался на раму. Придерживая его канатом, мы отпускали его скользить по раме вниз, к месту укладки. Таким образом сила тяжести тюбинга работала на нас два раза. Остроумное предложение Дормана усовершенствовали инженеры Решетников и Куров. Теперь тюбинг опускался к забою без платформы, скользя прямо по направляющим металлическим брусьям.
Работал начальником смены по проходке наклонных стволов, затем начальником наклонной шахты, пройдя путь до главного инженера шахты. В 1936 году «Контора по замораживанию грунтов» и «Специальная контора по водопонижению» Метростроя, шахты № 7 и № 8 были объединены в «Контору специальных способов практических работ» руководителем которой был назначен Я. А. Дорман.
В должности начальника отдела специальных способов практических работ проработал до 1962 года, затем перешёл в ЦНИИС на должность старшего научного сотрудника.
С 1963 года — руководитель научно-исследовательской лаборатории, где сочетал практическую и научную деятельность. При его непосредственном участии, техническом и научном руководстве в сложных инженерно-геологических условиях было сооружено более 200 подземных объектов, большинство из которых носят секретный характер.
Многолетняя работа по методам заморозки грунтов была обобщена Я. А. Дорманом в виде докторской диссертации, им опубликовано 102 научные работы, в том числе монографии, учебные пособия для вузов, получены патенты на 14 изобретений.

## Награды
- Сталинская премия 2-й степени (1945) — за коренное усовершенствование метода производства работ по искусственному замораживанию грунтов и широкое внедрение его в практику строительства подземных сооружений;
- Орден Ленина;
- Орден Трудового Красного Знамени;
- Орден «Знак Почёта»;
- медали.

## Избранные труды
- Дорман Я. А. Новые способы и усовершенствования искусственного замораживания грунтов при строительстве подземных сооружений : (Тоннели и метрополитены) : Доклад о выполненных объектах на строительствах подземных сооружений и опублик. работах на соискание учен. степени доктора техн. наук / Гос. ком. по делам строительства СССР. Науч.-исслед. ин-т оснований и подземных сооружений. Список работ автора: С. 31—33 (40 назв.) — М.: Б. и., 1963.
- Дорман Я. А. Искусственное замораживание грунтов при строительстве метрополитенов. — М.: Транспорт, 1971.
- Дорман Я. А. Специальные способы работ при строительстве метрополитенов. — М.: Транспорт, 1981.

## Патенты
- Способ укрепления грунтов и горных пород // 817140
- Инжекционная горелка // 777354
- Способ проходки подземных сооружений в водонасышенных грунтах // 628313
- Нагревательное устройство для оплавления битумных рулонных материалов при гидроизоляции подземных и других инженерных сооружений // 599008
- Рулонный материал // 561773